# Wereldkampioenschap ijshockey vrouwen 2013
Het wereldkampioenschap ijshockey vrouwen 2013 was het 15e wereldkampioenschap ijshockey voor vrouwen in de hoogste divisie en werd gespeeld van 2 tot en met 9 april 2013 in Canada. De speellocaties waren het Canadian Tire Centre en het Nepean Sportsplex, beide in Ottawa. De groepswedstrijden van de Canadese ploeg en alle wedstrijden voor de zes hoogste plaatsen werden in het Canadian Tire Centre gespeeld. 
Het deelnemersveld bestond uit de nummers 1 tot en met 7 van het vorige wereldkampioenschap in 2012 en de winnaar van Divisie 1 groep A 2012, Tsjechië. Wereldkampioen werd de Verenigde Staten met een 3-2 overwinning in de finale op Canada. De nummers 1 tot en met 7 plaatsten zich voor het volgende wereldkampioenschap in 2015. Degradant was nummer 8 Tsjechië als verliezer van de best of three om de 7e plaats. 

## Wedstrijdformule
De nummers 1 tot en met 4 van het vorige wereldkampioenschap werden in groep A ingedeeld en de andere vier landen in groep B. In beide groepen werd een rond toernooi gespeeld. De nummers 1 en 2 van groep A gingen rechtstreeks door naar de halve finale. In de kwartfinale speelde de nummer 3 van groep A tegen de nummer 2 van groep B en de nummer 4 van groep A tegen de nummer 1 van groep B. De winnaars daarvan speelden in de halve finale tegen de nummers 1 en 2 van groep A en de verliezers om de 5e plaats. De winnaars van de halve finale speelden de finale en de verliezers om de 3e plaats. De nummers 3 en 4 van groep B speelden een best of three competitie om de 7e plaats en klassenbehoud.

## Kleurenschema in tabellen
|  | Ploegen die rechtstreeks naar de halve finale gaan  |
|  | Ploegen die doorgaan naar de kwartfinale            |
|  | Ploegen die naar de competitie om de 7e plaats gaan |

## Groep A

### Tabel
|    | Nationale ploeg  | Gesp. | 3 - 0 | 2 - 1 | 1 - 2 | 0 - 3 | Doelp. voor | Doelp. tegen | Doelsaldo | Punten |
| -- | ---------------- | ----- | ----- | ----- | ----- | ----- | ----------- | ------------ | --------- | ------ |
| 1. | Canada           | 3     | 2     | 1     | 0     | 0     | 24          | 2            | +22       | 8      |
| 2. | Verenigde Staten | 3     | 2     | 0     | 1     | 0     | 11          | 5            | +6        | 7      |
| 3. | Finland          | 3     | 1     | 0     | 0     | 2     | 4           | 13           | −9        | 3      |
| 4. | Zwitserland      | 3     | 0     | 0     | 0     | 3     | 1           | 20           | −19       | 0      |

### Wedstrijden
2 april
- Finland -  Zwitserland 2-1 (0-1, 2-0, 0-0)
- Canada -  Verenigde Staten 3-2 (0-2, 0-0, 2-0 - 0-0 - 1-0)

3 april
- Verenigde Staten -  Finland 4-2 (4-1, 0-1, 0-0)
- Zwitserland -  Canada 0-13 (0-2, 0-6, 0-5)

5 april
- Verenigde Staten -  Zwitserland 5-0 (2-0, 1-0, 2-0)
- Canada -  Finland 8-0 (3-0, 1-0, 4-0)

## Groep B

### Tabel
|    | Nationale ploeg | Gesp. | 3 - 0 | 2 - 1 | 1 - 2 | 0 - 3 | Doelp. voor | Doelp. tegen | Doelsaldo | Punten |
| -- | --------------- | ----- | ----- | ----- | ----- | ----- | ----------- | ------------ | --------- | ------ |
| 1. | Rusland         | 3     | 3     | 0     | 0     | 0     | 11          | 1            | +10       | 9      |
| 2. | Duitsland       | 3     | 1     | 0     | 1     | 1     | 8           | 10           | −2        | 4      |
| 3. | Tsjechië        | 3     | 1     | 0     | 0     | 2     | 7           | 11           | −4        | 3      |
| 4. | Zweden          | 3     | 0     | 1     | 0     | 2     | 5           | 9            | -4        | 2      |

### Wedstrijden
2 april
- Rusland -  Duitsland 4-0 (1-0, 0-0, 3-0)
- Zweden -  Tsjechië 2-3 (0-2, 2-1, 0-0)

3 april
- Rusland -  Tsjechië 3-1 (1-0, 1-1, 1-0)
- Duitsland -   Zweden 2-3 (2-1, 0-0, 0-1 - 0-1)

5 april
- Tsjechië -  Duitsland 3-6 (1-1, 0-3, 2-2)
- Zweden -  Rusland 0-4 (0-1, 0-2, 0-1)

## Best of three om de 7eplaats
6 april
- Tsjechië -  Zweden 1-2 (0-1, 0-0, 1-0 - 0-0 - 0-1)

8 april
- Zweden -  Tsjechië 4-0 (0-0, 2-0, 2-0)

## Competitie om de 1et/m 6eplaats

### Kwartfinale
6 april
- Finland -  Duitsland 1-0 (1-0, 0-0, 0-0)
- Zwitserland -  Rusland 1-2 (0-1, 1-0, 0-1)

### Wedstrijd om de 5eplaats
8 april
- Zwitserland -  Duitsland 3-5 (1-1, 0-3, 2-1)

### Halve finale
8 april
- Verenigde Staten -  Finland 3-0 (0-0, 0-0, 3-0)
- Canada -  Rusland 8-1 (1-0, 5-1, 2-0)

### Wedstrijd om de 3eplaats
9 april
- Rusland -  Finland 2-0 (0-0, 0-0, 2-0)

### Finale
9 april
- Canada -  Verenigde Staten 2-3 (1-0, 1-2, 0-1)

## Eindstand
| Plaats | Landenploeg      |
| ------ | ---------------- |
| Goud   | Verenigde Staten |
| Zilver | Canada           |
| Brons  | Rusland          |
| 4.     | Finland          |
| 5.     | Duitsland        |
| 6.     | Zwitserland      |
| 7.     | Zweden           |
| 8.     | Tsjechië         |